# (48643) Allen-Beach
(48643) Allen-Beach (1995 UA2) – planetoida z pasa głównego asteroid okrążająca Słońce w ciągu 3,51 lat w średniej odległości 2,31 j.a. Odkryta 20 października 1995 roku.